# Malouinière de la Ville Bague
 (février 2020).
Si vous disposez d'ouvrages ou d'articles de référence ou si vous connaissez des sites web de qualité traitant du thème abordé ici, merci de compléter l'article en donnant les références utiles à sa vérifiabilité et en les liant à la section « Notes et références ».
La Ville Bague est une malouinière, du XVIIIe siècle située sur la commune de Saint-Coulomb en Ille-et-Vilaine. Propriété privée, elle se visite sur rendez-vous.

## Historique de la Ville Bague

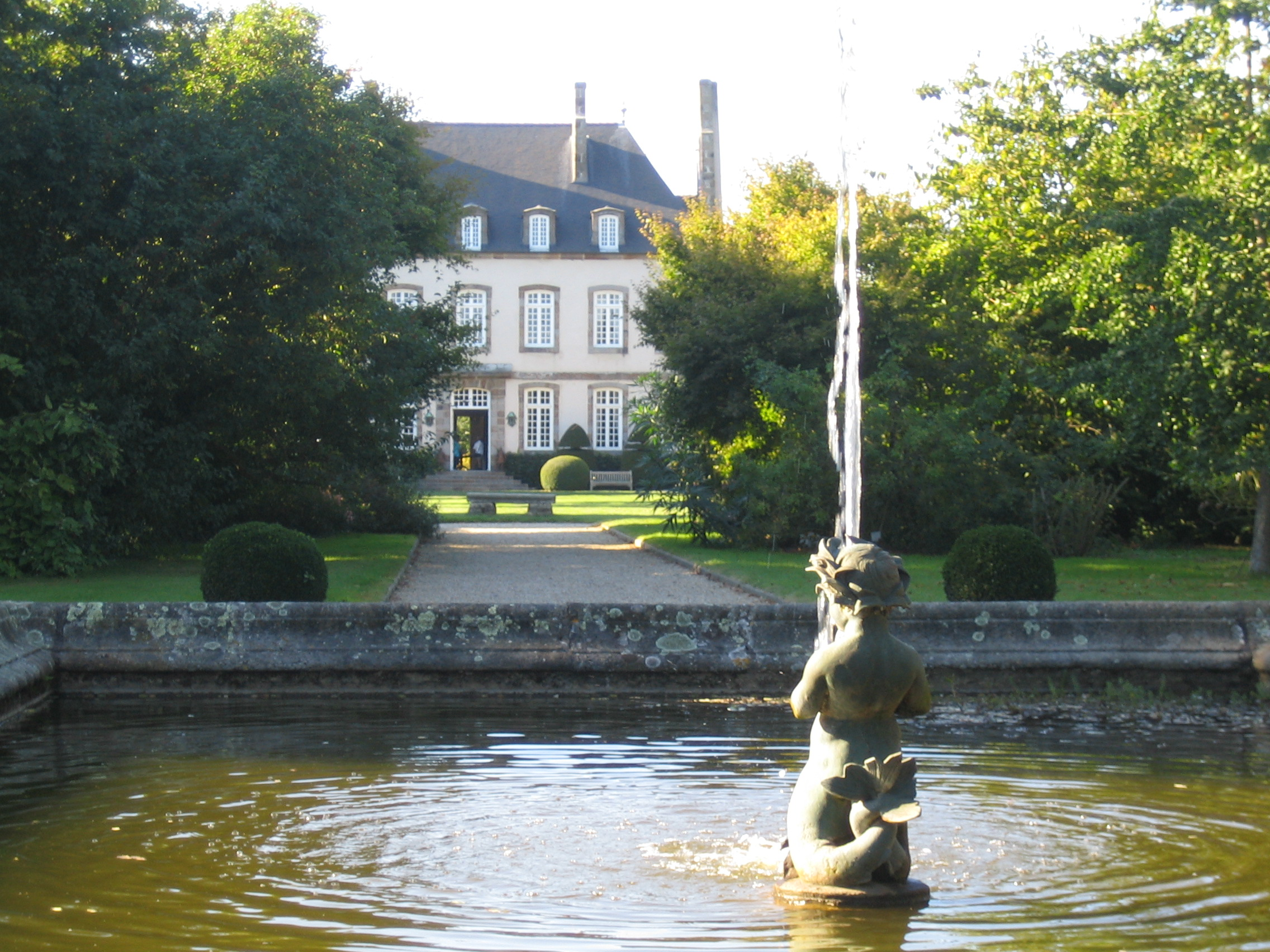
Vue de l'allée principale

En 1715, la Ville Bague a été construite par Guillaume
Éon, neveu de Julien Éon. La famille  Éon, riches négociants malouins, avait ouvert de nombreux comptoirs à l'étranger et notamment à Cadix.
Un manoir plus modeste se tenait à l'emplacement de l'actuelle malouinière. Le colombier, la chapelle et les murs sont donc antérieurs (fin du XVIIe siècle). Propriété successive des familles Éon (en 1670), Magon seigneurs de la Chipaudière (en 1676), Éon (en 1776). En 1768, Julie Marie Éon du Vieux Chastel épouse Jonathas de Penfentenyo, marquis de Cheffontaines. Le marquis de Cheffontaines devient propriétaire de la Ville Bague en 1789. Avec la Révolution, la maison fut abandonnée par ses propriétaires émigrés. La rampe d'origine, fondue en 1794, fut remplacée en 1980 par celle d'une malouinière en démolition du quartier de la Madeleine à Saint-Malo. En 1805, Mlle de Penfentenyo de Cheffontaines épouse Nicolas Le Gobien du Boismartin (frère de Pierre Le Gobien), qui sera maire de Saint-Coulomb de 1815 à 1822. À la suite, le domaine passe aux familles de Trevelec, puis du Bourg.
À la fin du siècle, la propriété passe à la famille Esnoul Le Sénéchal qui l'occupe de 1892 à 1946 (maire de Saint-Coulomb de 1935 à 1945). En 1975, Jacques Chauveau et sa femme Madeleine achètent la propriété et entreprennent en vingt ans un long travail de restauration de la Malouinière et du parc.
Les façades et toitures de la malouinière, ainsi que le bureau et le grand salon avec leur décor de boiseries ou de papier peint, ; les façades et toitures de la chapelle et du colombier, ainsi que le puits sont inscrits au titre des monuments historiques par arrêté du 28 décembre 1981.
Deux tornades ont dévasté le parc en 1987 et 1999, mais Madeleine et Jacques Chauveau ne perdront pas courage et rendront sa superbe au parc grâce au travail de Jean-François Chauvel, jardinier en chef depuis 1980.
Le parc de 4 hectares ceint de murs de clôture et éléments construits du jardin sont inscrits au titre des monuments historiques par arrêté du 19 novembre 1992.

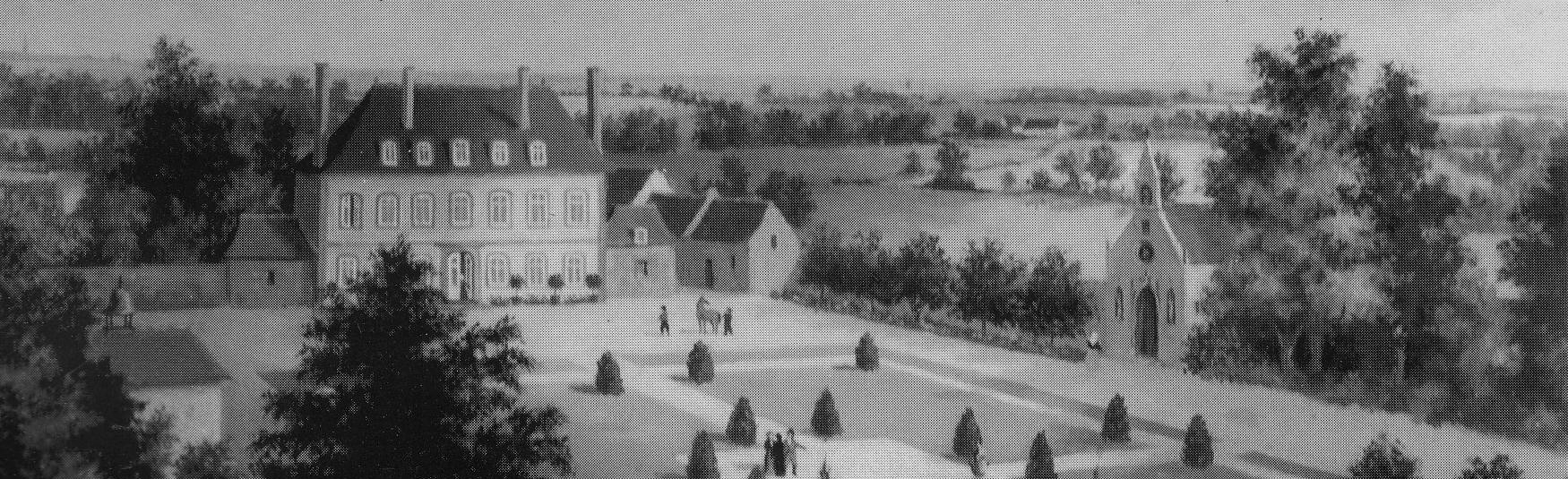
Dessin de restitution de parc à l'époque de ces Messieurs de Saint-Malo

Le mobilier est d'époque et comporte une collection d'armes de corsaires.

## Le papier peint panoramique
Pour les panoramiques antérieurs à 1830, le papier est rabouté, c'est-à-dire qu'il est imprimé en forme de carrés de la taille des matrices (planches de bois gravées servant à imprimer de la même manière que les batiks ou les indiennes) collés les uns aux autres de manière à former des rouleaux de la longueur désirée.
Ces lés mesurent, pour les panoramiques, quatre mètres de haut sur une cinquantaine de centimètres de large. 
La présence de papier rabouté permet de dater les papiers peints.
Première opération : le fonçage qui consiste à couvrir la surface du papier avec un colorant.
Trois ouvriers se placent côte à côte le long du lé posé sur une table. Le premier couvre transversalement la surface du papier avec une brosse longue. Le second couvre longitudinalement la surface et le troisième achève le fonçage en employant une brosse aux poils plus longs et plus souples. 
L'impression elle-même est réalisée à l'aide de planches de bois gravées (trois épaisseurs de bois dont la dernière porte le dessin à imprimer gravé en relief).
Ces planches mesurent une cinquantaine de centimètres de côté. Chaque couleur nécessite une planche.
La table à imprimer est formée d'un plateau en chêne sur lequel est articulé un long levier destiné à donner une pression régulière. À droite de la table se trouve le bac à couleur.
Entre chaque passage les lés sont mis à sécher.
Tout ceci nécessitait des mois de travail.
Le papier peint du grand salon date de 1820 (Manufacture Dufour et Leroy) et représente l' Arrivée de Pizarre chez les Incas. Une des scènes représente : La fête du Soleil au Temple de Cuzco.
Il fut posé dans les salons de la Ville Bague à la demande de Hiacynthe de Penfentenio, marquis de Cheffontaines et de son épouse Julie-Marie-Rose  Éon à leur retour d'exil. Exemplaire exceptionnel dans sa version intégrale, ce panoramique est classé monument historique.
Il fut déposé et vendu en 1972 et retrouvé à vendre sur le marché de l'art en 1976.
Très endommagé, il a été restauré par les Beaux-Arts à Paris qui, par chance en possédaient un autre exemplaire intact au musée des arts décoratifs.

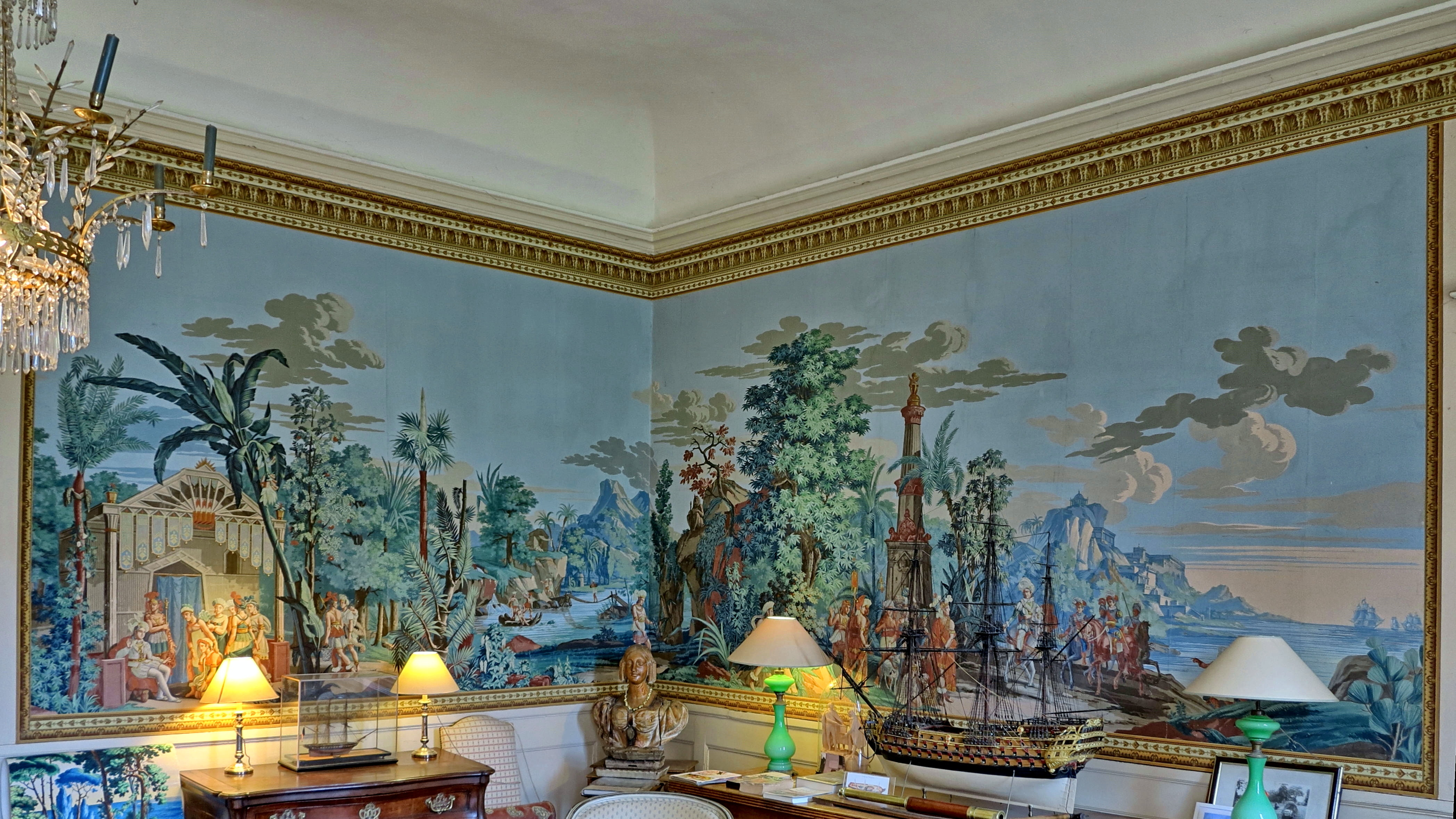
Arrivée de Pizarre chez les Incas.
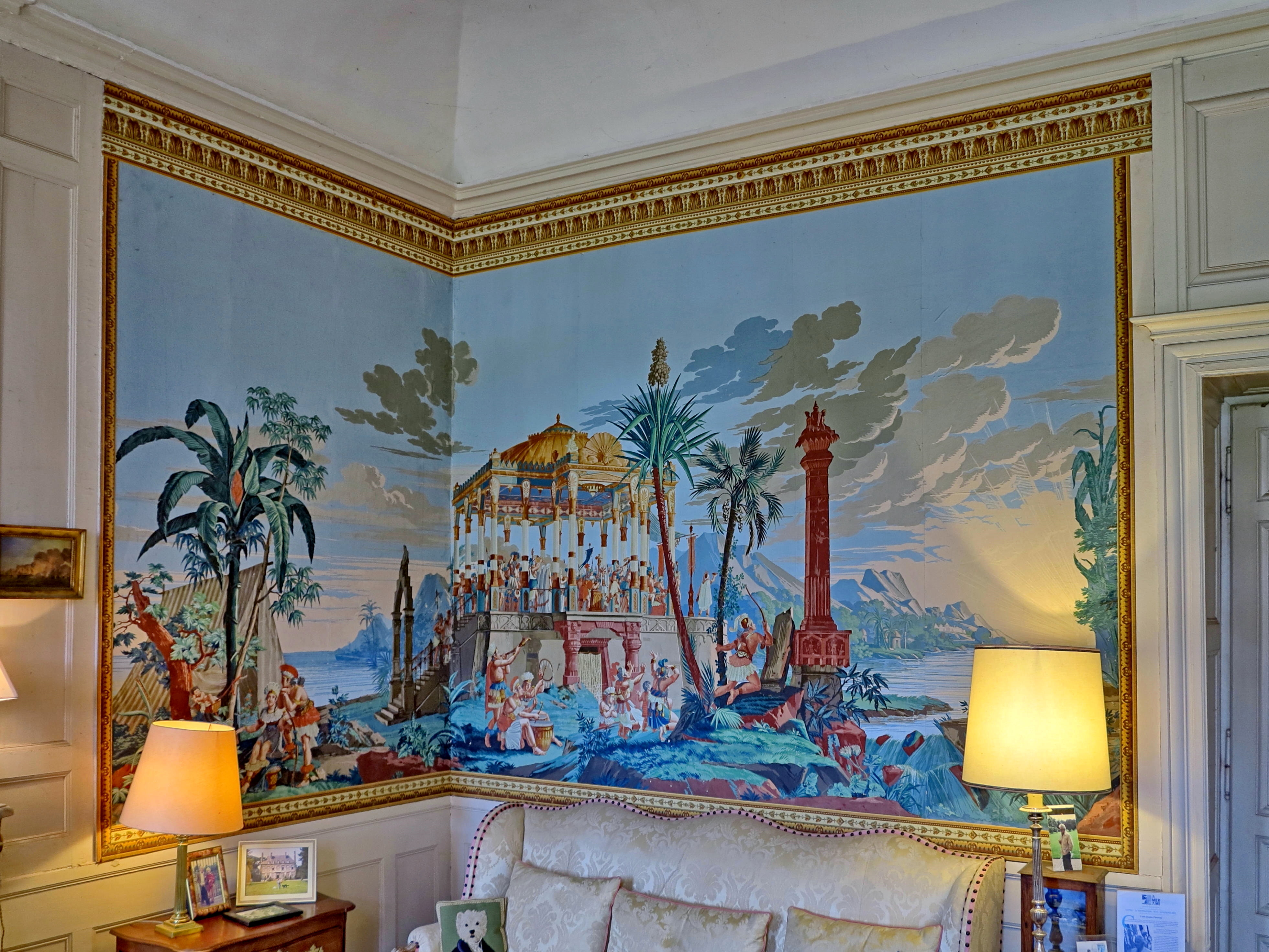
La fête du Soleil au Temple de Cuzco.

## La chapelle Sainte-Sophie
Construite en 1690 par Julien  Éon, Sieur de la Ville Bague, et consacrée par l'évêque de Dol: Monseigneur Jean-François de Chamillart (1657-1714) en 1695, la chapelle Sainte-Sophie date de l'ancien manoir qui se tenait à la place de l'actuelle malouinière.
On dit qu'elle est semi-enclose car elle est en partie extérieure à la propriété. Elle possède deux entrées, une pour la famille  Éon et une autre pour les habitants du village de Saint Coulomb.
Cette chapelle servait de remise à pommes de terre dans les années 1960 et était dans un état de délabrement avancé à la limite de la démolition.
La toiture fut restaurée par les ouvriers des bâtiments de France qui ont conservé l'ancien plafond en forme de coque de navire inversée.
Le retable provient de la chapelle Notre-Dame de Lorette à Saint-Servan. Le dallage en marbre de Carrare date du XVIIIe siècle.
L'ex-voto : bateau la Dauphine (appelé aussi Ex-voto offert par le capitaine Henri Le Boursier ou Voeu fait à Notre-Dame de Grâce par le Capitaine Henri Le Boursier et son équipage sur le senau la Dauphine s'étant naufragé sur le banc d'Anfard, le 3 avril 1778) classé au titre objet dans la base Palissy

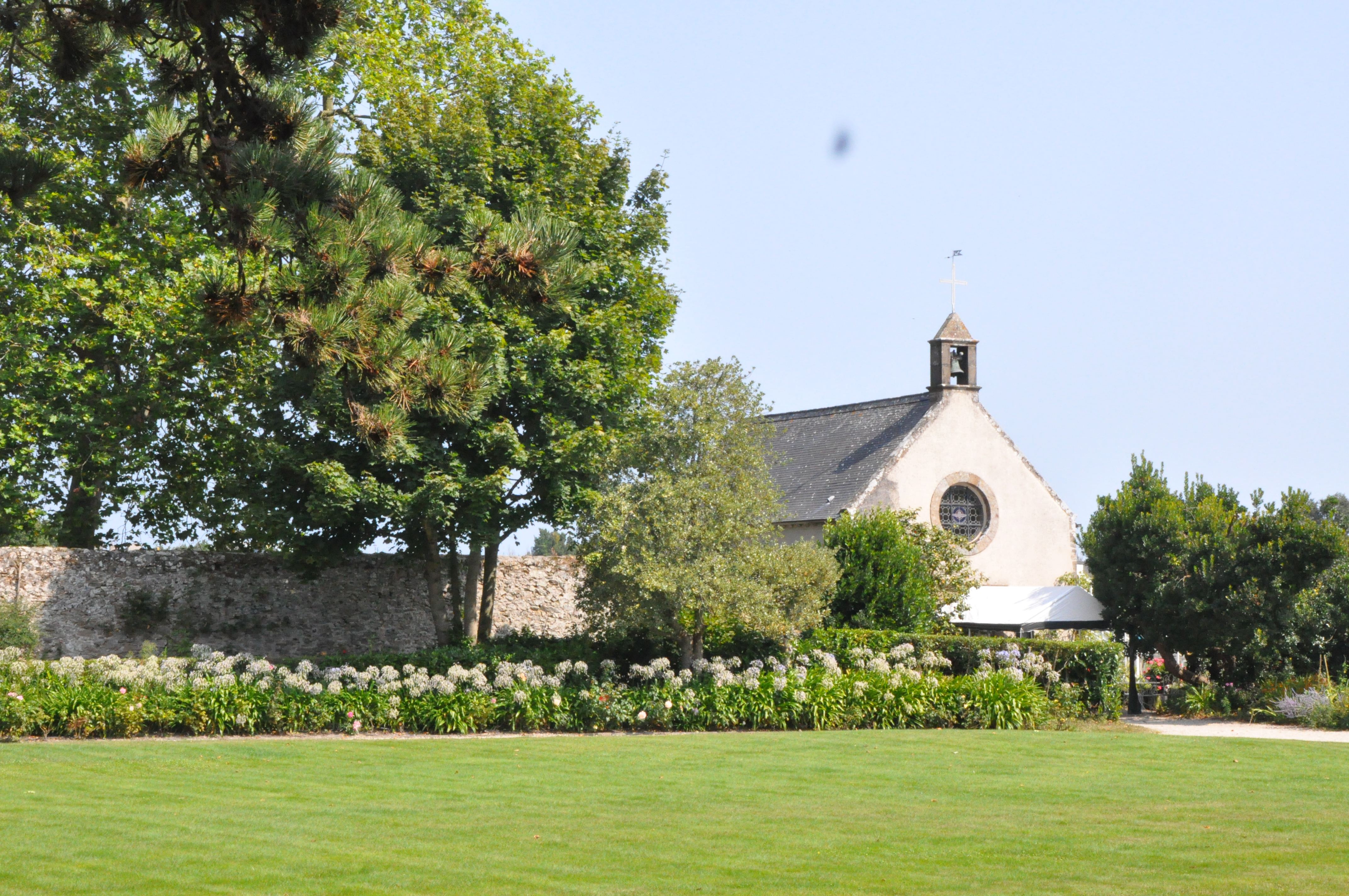
La chapelle.
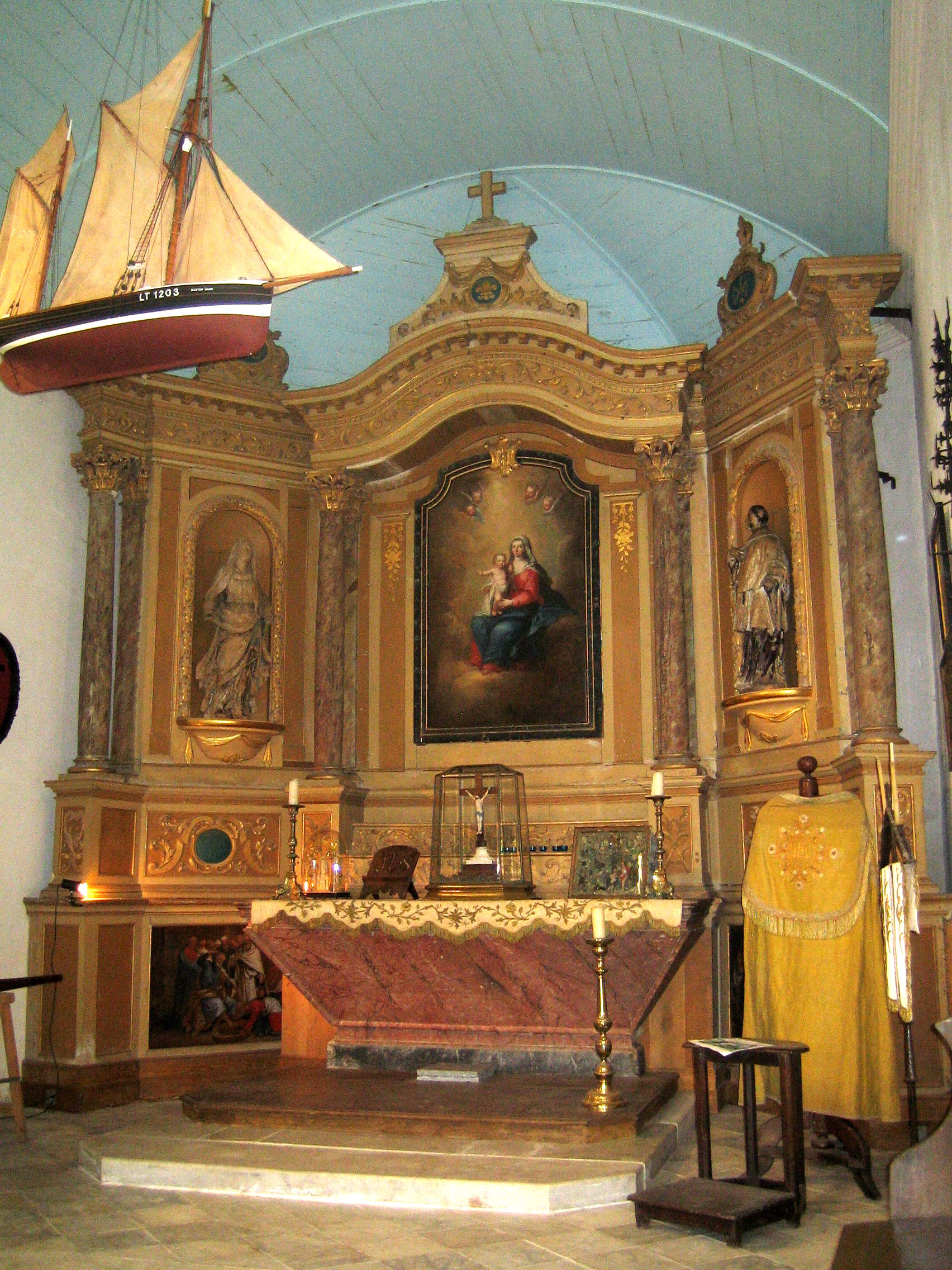
Le retable.
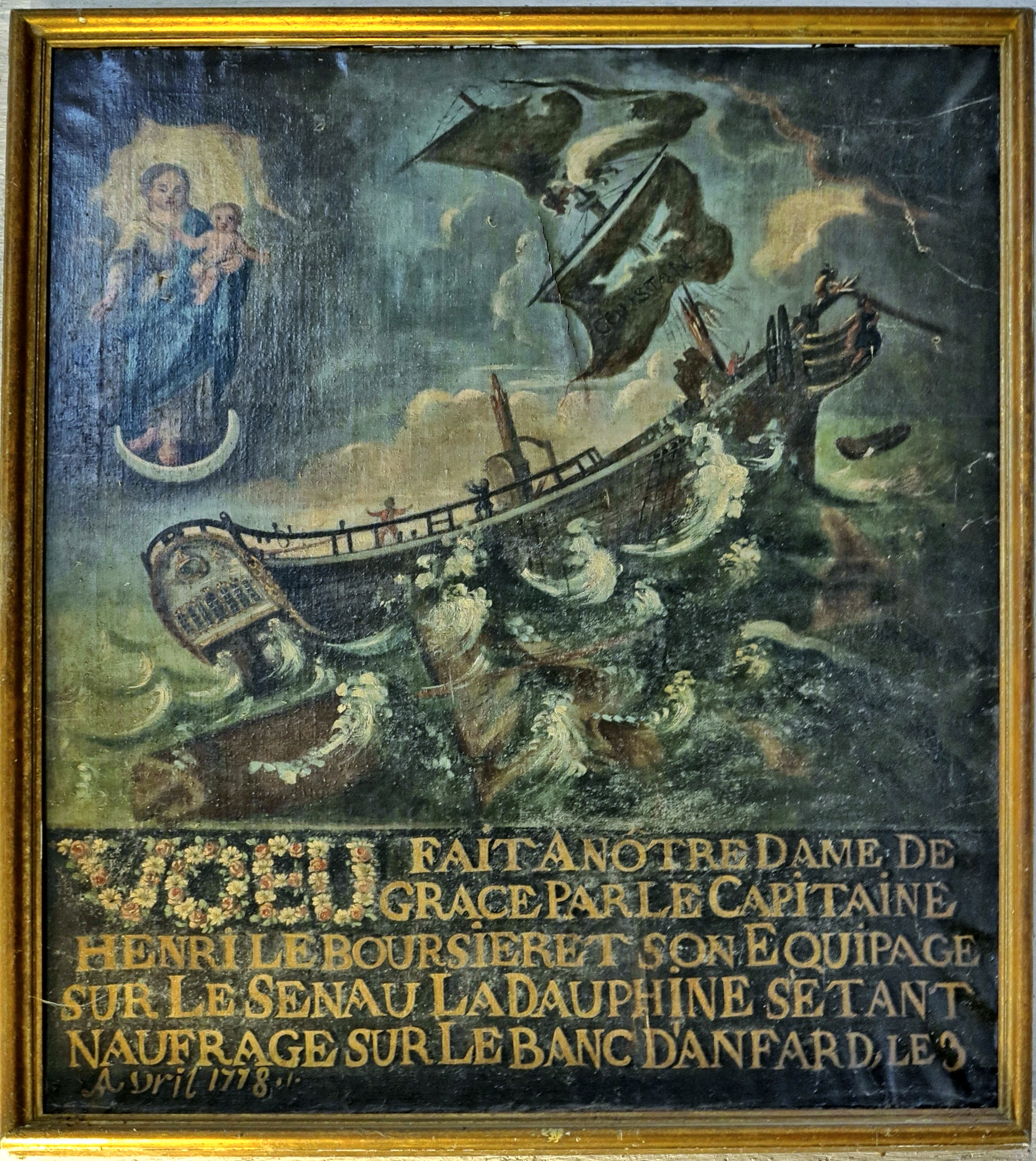
Ex-voto : bateau la Dauphine.

## Le colombier carré

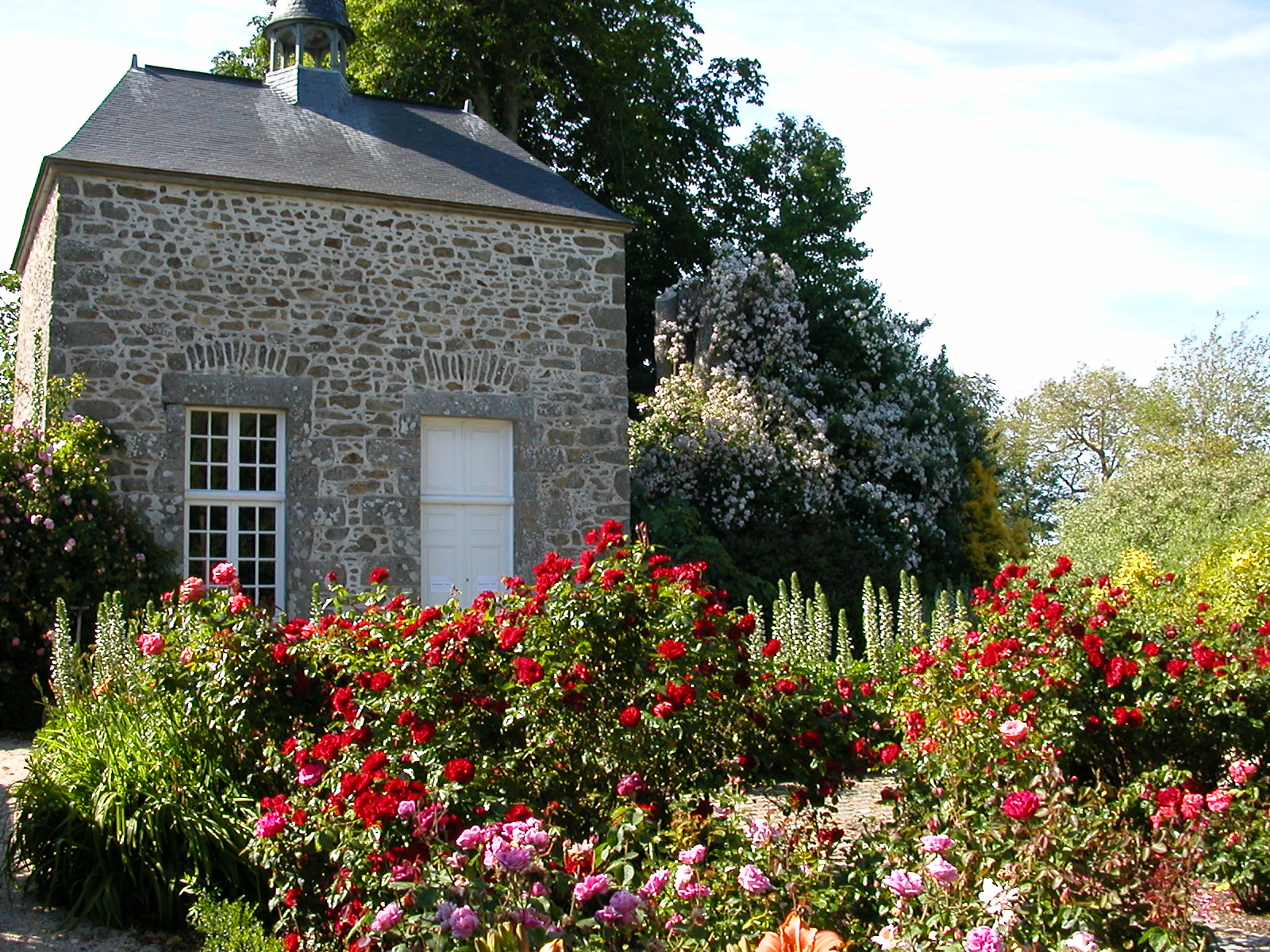
Pigeonnier

Construit fin XVIIe siècle, il n'était encore qu'une orangerie car Julien Éon n'était pas anobli. Or, le colombier est le principal privilège de la noblesse, signe extérieur de richesse.
En 1715, Guillaume Éon fait surélever cette orangerie qui devient donc un colombier possédant trois cent vingt boulins, ce qui correspondait à cent soixante hectares, la réglementation étant très stricte (deux pigeons par hectare).